# Гавит
Гавит, жаматун (от арм. գավիթ — двор) — нежилое помещение полуцерковного-полугражданского назначения (аналогичное притвору) в армянской архитектуре, пристраивавшееся в Средние века к церквям, преимущественно с запада. Иногда используется как отдельное здание.

## Этимология
Этимология слова неизвестна. Употребляется в армянских текстах уже с V века, причём с разными значениями («хлев», «двор», «прихожая», «церковь», «небесное царство»). Из древних грамматиков впервые слово пытался этимологизировать Григор-Амам, но безуспешно.

## Описание
Гавиты служили дополнительным помещением для молящихся, усыпальницей, местом собраний, иногда в них совершались церковные службы. В IX—XI веках гавиты имели форму сводчатого зала; в XII—XIII веках многие гавиты воспроизводили композицию (в частности, перекрытие) народного жилища — глхатуна. Наиболее распространены гавиты в виде 4-столпного зала с арочно-сводчатым перекрытием (в Санаине, 1185; Амазаспа в Ахпате, 1257); встречаются и 6-столпные 3-нефные гавиты (в Санаине, 1211), реже — бесстолпные зальные гавиты с покрытием на перекрещивающихся арках (в Ахпате, 1209; Хоракерте, 1252). Иногда гавиты были уникальны сводами с мозаичными выкладками), можно обнаружить в армянских соборах 1224 года.

## История

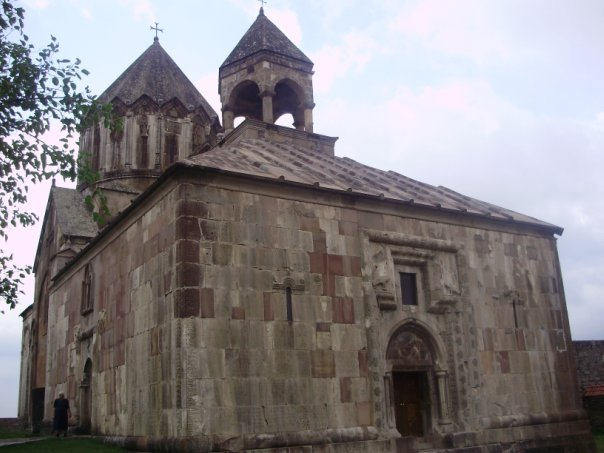
Гавит Гандзасара, 1261 г.

с 1196 по 1206 годы в Цахкадзоре был сооружён гавит монастыря. Гавит прилегает с запада к главной церкви. Он прямоуголен (14,85х16,5 м) и относился к самому распространённому — центричному, с четырьмя колоннами. В центре перекрытия расположен восьмигранный купол с «ердыком» (световым отверстием).
Церковь Св. Арутюн (1220 г.), здесь представлен самый интересный прилегающий к западному фасаду однонефный сводчатый гавит, общий объём и отдельные детали которого дополняют композицию церкви, образуя вместе с ней единый архитектурный организм. Заслуживает внимания вход гавита: он представляет двуарочный проем с разделяющим арки столбом круглого сечения из монолитного камня.
Строительство средневекового армянского собора Гандзасар было начато хаченским князем Гасан-Джалал Дола в 1216 году и окончено в 1238 году. Освящение Гандзасара проходило в 1240 году. Согласно свидетельству армянского историка Киракоса Гандзакеци, гавит собора построила жена Асана Джалалом Мамкан, постройка церкви была осуществлена приблизительно до 1261 года.
Гавит Гандзасара особенно близок по композиции гавитам национальных памятников Ахпата и Мшкаванка. Вход из гавита в храм обрамлен порталом с полукруглой аркой (считается индивидуально мусульманским элементом), наличник которой украшен мелкой плетёнкой, а тимпан арки заполнен наборными звездами с фигурными (в виде ромбов) промежутками. Такие наборные звезды — также очень характерное явление в армянском монументальном искусстве XII—XIII вв. Пониженность колонн усиливает ощущение высоты перекрещивающихся арок гавита. Прямоугольный наружный массив гавита завершен высокой четырёхскатной кровлей, покрытой каменной черепицей, и увенчан в центре восьмигранной легкой ажурной ротондой.
Гавит Гандзасарского монастыря — одно из прекрасных архитектурных творений, отразивших в себе все творческие достижения армянских зодчих XIII века.
В конце XIV в. с запада к храму Сурб Хач был пристроен гавит. Залы, как и гавит имеют трехчастную, арочно-сводчатую конструкцию с двумя колоннами в центре интерьера.
Одни из знаменитых гавитов Армении были: Хоракерте (1251 г.), в Ахпате (начало XIII в.), Мшкаванке (первая половина XIII в.) и Аратесе (1265 г.).